# Paulina s'en va
Paulina s'en va je francouzský hraný film z roku 1969, který režíroval André Téchiné podle vlastního scénáře. Film byl poprvé uveden v rámci sekce Quinzaine des réalisateurs na filmovém festivalu v Cannes v květnu 1969.

## Děj
Paulina po hádce s bratry odchází z bytu a v kavárně se seznamuje s cizím mužem.

## Obsazení
| Bulle Ogier         | Paulina       |
| Yves Beneyton       | Nicolas       |
| Michèle Moretti     | ošetřovatelka |
| André Julien        | strýc         |
| Marie-France Pisier | Isabelle      |
| Dennis Berry        | Olivier       |
| Laura Betti         | Hortense      |